# گزارش موردی
گزارش موردی 1 یکی از انواع مقالات پزشکی است، که در آن پژوهشگر مورد نادری را که حاوی نکات تازه و مبهم است را در قالب پژوهش توصیفی گزارش می‌کند. گزارش‌های موردی ابزارهایی ارزشمند برای به اشتراک گذاشتن تجربه‌ها و اطلاعات جدید در یک مورد نادر، شاغلین حرف پزشکی می‌باشند. گزارش موردها معمولاً شامل علایم و نشانه‌های بالینی، نتایج آزمایش‌های انجام شده و تشخیص احتمالی ارائه شده و نهایتاً پیگیری و سرانجام آن مورد خاص، تا بررسیهای آسیب شناختی و رویکردهای تشخیصی غیرمعمول متغیر می‌باشد..
گزارشهای مورد موجب افزایش آگاهی نسبت به شرایط غیر معمول می‌شوند و راه‌های فرعی برای رسیدن به مفاهیم بالینی را می‌گشایند. آنها تفکر در شرایط اضطراری را تقویت نموده، روند آنرا به فراتر از طبابت استاندارد و گزینه‌های شناخته شده گسترش می‌دهند؛ در واقع نوشتن گزارش مورد و انتشار آن در مجلات پزشکی معتبر، راهی برای انتقال اطلاعات و تجربیات جالب و نادر یک پزشک به دیگر محققین می‌باشد.
گزارشهای مورد، بر نتایج بدست آمده از وقایعی ثبت شده استوار هستند و در نقش یک پایگاه اطلاعاتی، حاوی راه حلهای جایگزین برای متخصصین می‌باشند. این مقالات، مرجعی برای تشخیصهای افتراقی و رویکردهای درمانی ناشایع می‌باشند و پزشکان را در امر تشخیص و درمان یاری می‌رسانند. تعداد گزارشهای موردی که از سال ۱۹۹۶ تاکنون در پایگاه اطلاعاتی مدلاین ثبت گردیده، بیش از ۰۰۰/۱۴۰ مورد می‌باشد.
نوشتن گزارش مورد با هدف چاپ در مجلات، یکی از بهترین راه‌های شروع به نوشتن مقالات علمی پزشکی است، زیرا گزارشهای مورد معمولاً حاوی نکات جالبی هستند که علاقه خوانندگان را به خود جلب می‌نمایند و اگر درست انتخاب و تهیه شوند، احتمال چاپ شدن آنها زیاد است. به‌طور کلی در مقایسه با سایر انواع مقالات، زمان کمتری برای آماده‌سازی یک گزارش مورد نیاز است.

## انواع گزارش‌های موردی
گزارش‌های موردی معمولاً در قالب‌های زیر ارائه می‌شود.
- ارتباط غیرمعمول بین علایم و بیماری
- اتفاق نامعمول در طی روند درمان
- یافته‌هایی که به توجیه بیماری‌زایی یک بیماری خاص کمک می‌کند
- یافته‌های نامعمول و یکتا در یک بیماری خاص
- روش‌های درمانی خاص به کار گرفته شده
- پاسخ‌های غیرمعمول و عوارض درمانی دارویی خاص

## انتشار
معمولاً همه مجلات علمی پژوهشی گزارش موردها را چاپ می‌کنند با این حال مجلات زیادی وجود دارد که به‌طور اختصاصی فقط به چاپ گزارش‌های مورد می‌پردازند.
در ادامه به بررسی چگونگی انتخاب مورد، ساختار گزارش مورد و تنظیم مقاله گزارش مورد می‌پردازیم.